# Krétai líra
A krétai líra (görög κρητική λύρα) egy görög vonós hangszer. Csak a nevében líra, hangszertanilag nem a lírák, vagyis járomlantok, hanem a nyeles lantok közé tartozik. Elsősorban Krétán és a görög szigeteken fordul elő, de ilyen hangszer található Észak-Görögországban is.

## Leírása
A krétai líra hagyományosan körte formájú, enyhén domború háta, lapos hangolófeje van hátulsó hangolókulcsokkal. Teste, nyaka, feje egy darab fából van kifaragva, a testre sík fenyőfa tető illeszkedik két szimmetrikus D formájú hanglyukkal. Négyféle méretben, stílusban készül: a legkisebb a liraki, a közepes méret a lira, a nagyobb neve vrodolira. A közepes méretű viololira a hegedűhöz hasonlóan karcsúsított testformájú.
Három bél- vagy fémhúrja a test alsó nyúlványától, vagy az arra rögzített húrtartótól kiindulva a két szimmetrikus hanglyuk között álló húrlábon halad át, hogy végül a hangolókulcsok kifelé álló végére tekeredjen. Általában nincs nyereg, de a hangolókulcsok háromszöget mutató elrendezése miatt a középső húr hosszabb mint a két szélső, ezért gyakran annak az egy húrnak egy külön kis támasztéka van a két szélső kulccsal egy vonalban. A húrok egymáshoz képest rendszerint kvintekre, vagy kvartra és kvintre vannak hangolva. 
Érdekesség, hogy a lélekfa úgy van a hangszerbe beillesztve, hogy az a húrláb magas hangok felőli talpát a hanglyukon keresztül közvetlenül a háthoz támasztja ki. Ez a megoldás jellemző még a krétai lírával rokon dalmáciai liricára és a bolgár gadulkára is.

## Használata
Ülő helyzetben a zenész a krétai lírát függőleges helyzetben a bal combján, vagy a két lába közt tartja, álló helyzetben egy szíjra helyezi. A vonó régebben ívelt volt és szokás volt kis csengettyűket rászerelni, melyek játék közben ritmikai aláfestést adtak. Ma már inkább hegedűvonót használnak. A vonót keletiesen, tenyérrel kifelé fordított kézzel kezelik, a húrokat nem szorítják le, csak oldalról érintik.
A krétai lírát táncdallamok előadására használják magában, vagy zenei együttesben. Ma már sok helyen hegedűvel helyettesítik.